# Belkin

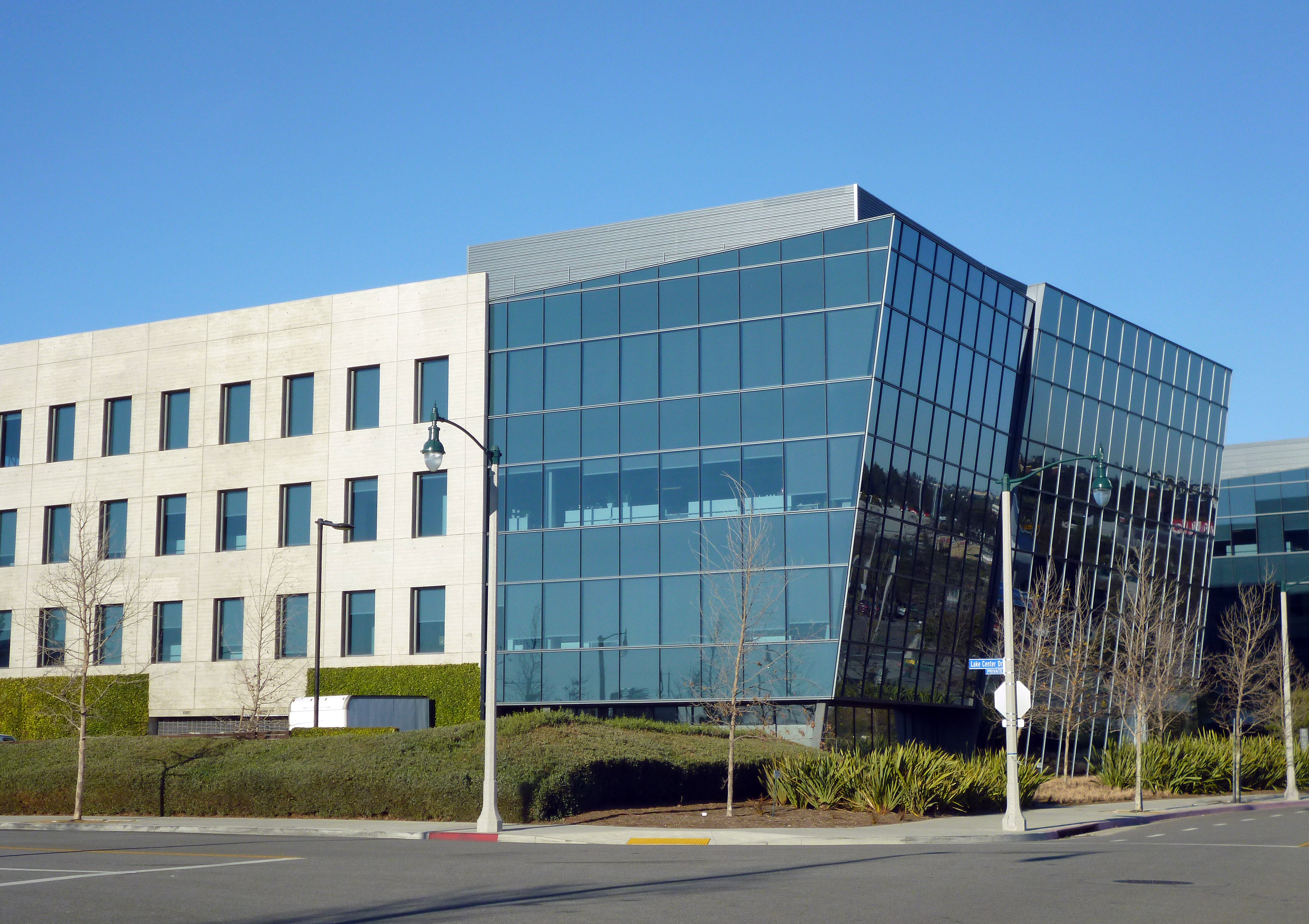
Belkins huvudkontor i Los Angeles.

Belkin International, Inc. är ett amerikanskt bolag som specialiserat sig på hemelektronik. De har ett relativt brett sortiment som bland annat innehåller: USB och nätverkskablar, Ipod- och Iphone-tillbehör samt routers. Företaget har fler än 1000 anställda.

## Historia
Belkin startades 1983 i Hawthorne i Kalifornien. Man har två gånger placerat sig på magasinet Inc.:s lista över topp-500 snabbväxande privatägda företag i USA. Man har även stora kontor utomlands i bland annat, Hongkong, Australien, Storbritannien och Nederländerna.

## Utmärkelser
Belkin var på "Inner City Top 100" listan i sex år och även Los Angeles Business Journals lista över "Fastest Growing Private Companies" i fem år.
Man har även vunnit flera mindre och större tävlingar och priser i design samt innovation.